# Tutte le ragazze lo sanno
(Scambio di battute tra Gig Young e Shirley MacLaine)
Tutte le ragazze lo sanno (Ask Any Girl) è un film commedia statunitense del 1959, diretto da Charles Walters e interpretato da Shirley MacLaine e David Niven.

## Trama
Tratto dall'omonimo romanzo di Winifred Wolfe, la storia narra le avventure di Meg Wheeler, una bella ragazza di provincia, involontariamente buffa e timida. Trasferitasi a Manhattan dove ha trovato lavoro, da un lato riesce a sventare in totale candore tutti i tentativi dei suoi corteggiatori di portarla a letto, dall'altro cerca di conquistare Evan, lo scapestrato fratello del suo capo ufficio Miles Doughton. Quest'ultimo decide di aiutarla nell'impresa spiegandole quali siano le doti femminili che suo fratello apprezza di più. 
Nel tentativo di conquistare Evan, Meg cerca di informarsi anche su che cosa in generale gli uomini si aspettano dalle donne e tenta di adeguarsi a tale immagine. Ci riesce così bene che Evan ne rimane affascinato e le propone di sposarlo. Ma, alla fine, la ragazza si rende conto di essere perdutamente innamorata proprio di Miles, il principale.

## Riconoscimenti
Shirley MacLaine per questa sua interpretazione vinse l'Orso d'argento per la migliore attrice al Festival del Cinema di Berlino del 1959. Il film invece fu tra i candidati per l'Orso d'oro.
Sempre nel 1959, per questa interpretazione Shirley MacLaine vinse il premio BAFTA come miglior attrice straniera e l'anno successivo fu candidata al Golden Globe come miglior attrice di commedia/musical, venendo però battuta da Marilyn Monroe per A qualcuno piace caldo.